# 李封
李 封（り ほう）は、中国後漢末期の人物。呂布配下の兗州治中従事史。曹操配下の李乾を呂布に与するよう誘い、拒絶されると彼を殺害した。
興平2年（195年）夏、薛蘭と共に鉅野県に駐屯していたが、李乾の子の李整ら曹操軍の攻撃を受ける。呂布は2人を救援しようとしたが叶わず、李封と薛蘭は斬殺された。

## 三国志演義
羅貫中の小説『三国志演義』では第11回で登場。呂布の命を受け、薛蘭と共に兗州を守る。
第12回では配下の兵に掠奪を働かせている間に、曹操軍の急襲を受ける。許褚が曹操に仕えてからの初陣の相手となり、画戟を持ってこれを迎撃するが、打ち合うこと2合で斬殺される。